# Susan Davis
Susan Carol Alpert Davis wcześniej Susan Carol Alpert (ur. 13 kwietnia 1944 w Cambridge) – amerykańska polityczka, członkini Partii Demokratycznej.

## Działalność polityczna
Od 1994 zasiadała w Zgromadzeniu Stanowym Kalifornii. W okresie od 3 stycznia 2001 do 3 stycznia 2003 przez jedną kadencję była przedstawicielką 49. okręgu, a od 3 stycznia 2003 do 3 stycznia 2021 przez dziewięć kadencji była przedstawicielką nowo utworzonego 53. okręgu wyborczego w stanie Kalifornia w Izbie Reprezentantów Stanów Zjednoczonych.